# Luisa Ignacia Roldán

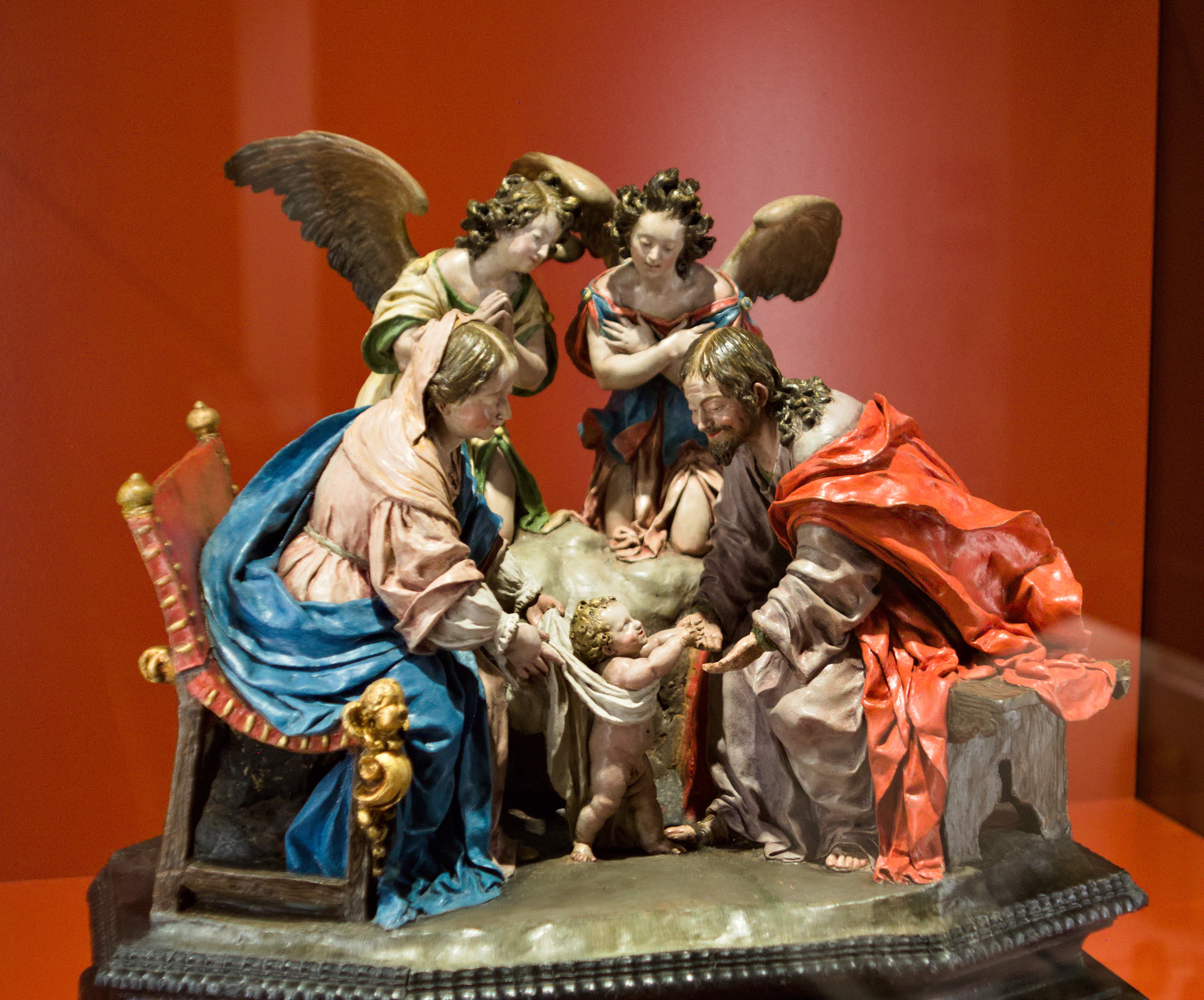
Luisa Roldán: Die ersten Schritte Jesu. Terrakotta, ca. 1692–1706 (Museo de Guadalajara)

Luisa Ignacia Roldán (8. September 1652 in Sevilla – 10. Januar 1706 in Madrid) war eine spanische Bildhauerin des Barock. „La Roldana“, wie sie genannt wird, ist die erste bekannte spanische Bildhauerin. Obwohl sie als erste Bildhauerin am spanischen Hof Karriere machte – Karl II. und sein Nachfolger Philipp V. gehörten zu ihren Auftraggebern – starb sie letztlich in Armut. Da Frauen zu dieser Zeit keine Verträge unterzeichnen durften, ist die historische Zuordnung ihres künstlerischen Nachlasses teilweise noch erschwert.  Ihre für die Geschichte der bildnerischen Kunst bedeutenden Werke werden heute weltweit ausgestellt.

## Leben

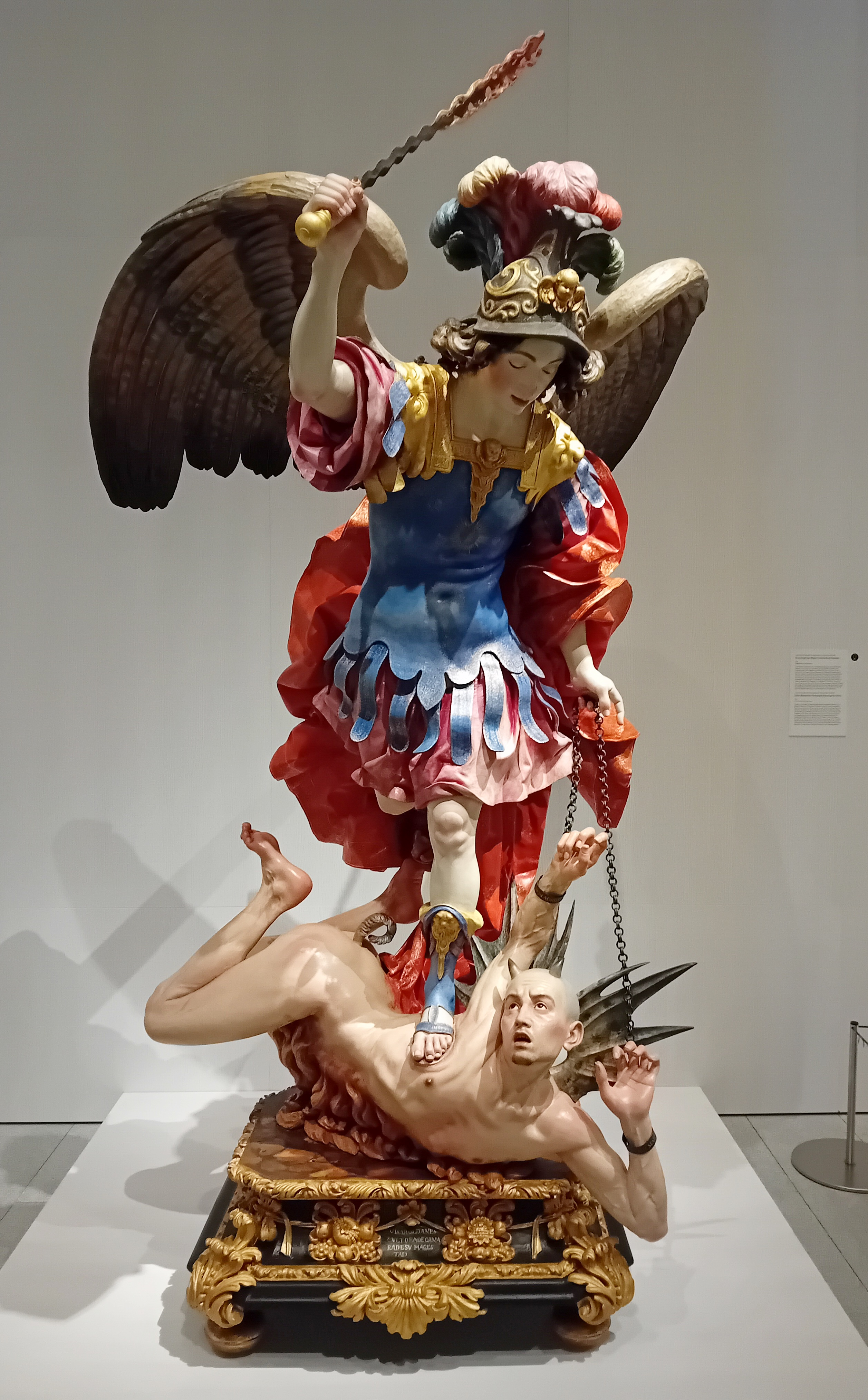
Luisa Roldán: St. Michael als Drachentöter, um 1692 (Galería de las Colecciones Reales, Madrid)

Luisa Roldán wurde in Sevilla geboren. Ihr Vater war der Bildhauer Pedro Roldán, der sie und auch ihre Geschwister unterrichtete. Im Alter von 15 Jahren heiratete sie Luis Antonio de los Arcos, der als Bemaler von Skulpturen und Bildhauer arbeitete. Sie hatten sieben Kinder, von denen fünf im Laufe der Jahre starben. Die Familie zog 1689 nach Madrid. Hier wurde Luisa Roldán vor allem durch ihre kleinen polychromierten und vergoldeten Skulpturengruppen aus Terrakotta berühmt. Sie wurde zur Hofbildhauerin im Jahr 1692. Gegen Ende ihres Lebens wurde sie in die Accademia di San Luca aufgenommen. Dennoch starb sie verarmt in Madrid.

## Werk
In Roldáns Werk, wie auch in der spanischen Bildhauerei des 17. Jahrhunderts überhaupt, standen religiöse Themen im Mittelpunkt.
Roldáns erstes dokumentiertes Werk ist ein Ecce homo für das Karmeliterkloster von Cádiz, aus dem Jahr 1684 (heute in der Kathedrale von Cádiz). Es „zeigt Christus als Folteropfer, als menschliche Leidenskreatur, mit verzerrtem Gesichtsausdruck, den Mund zu einem Schmerzensschrei geöffnet, die gefesselten Hände krampfen sich um die Zipfel des Purpurmantels.“

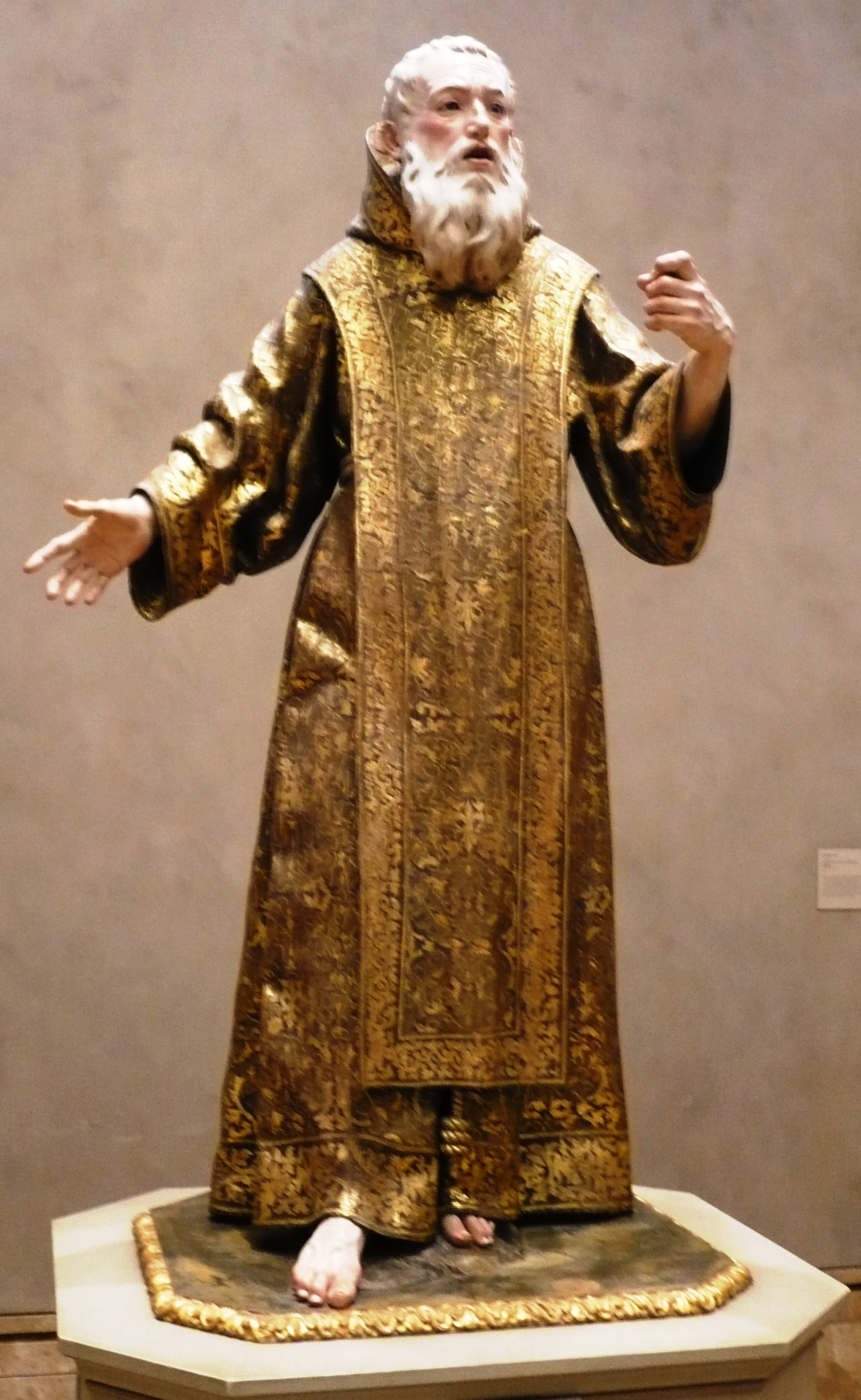
Luisa Roldán (Skulptur), Tomás de los Arcos (Polychrom): St Ginés de la Jara, ca. 1692 (Getty Center, Los Angeles)

Auftraggeber war die Kirche oder der Adel, der Ausstattungen für seine Privatkapellen bestellte. Die farbigen Holzskulpturen entstanden in zwei Arbeitsprozessen: Von Luisa Roldán geschnitzt, wurden sie unter anderem von ihrem Ehemann Luis Antonio de los Arcos und ihrem Schwager, Tomás de los Arcos, bemalt. Bei der Ausführung der Kleider von Figuren, wie dem Heiligen Ginés de la Jara, kam dabei die Technik des estofada zur Anwendung, welche die Materialität kirchlicher Brokatgewänder bildnerisch imitiert.
Besonders in ihrer späteren Schaffensperiode fertigte Roldán aber auch kleinere, bemalte Terrakotta-Figuren an, die zur privaten Andacht gedacht waren.